# Nephrotoma pratensis pratensis
Nephrotoma pratensis pratensis is een tweevleugelige uit de familie langpootmuggen (Tipulidae). De ondersoort komt voor in het Palearctisch gebied.